# UFC on ESPN: Reyes vs. Procházka
UFC on ESPN: Reyes vs. Procházka (também conhecido como UFC on ESPN 23 e UFC Vegas 25) foi um evento de MMA produzido pelo Ultimate Fighting Championship no dia 1 de maio de 2021, no UFC Apex em Las Vegas, Nevada.

## Background
Uma luta no peso meio pesado entre Dominick Reyes e Jiří Procházka é esperada para servir como luta principal da noite.
Uma luta nos meio-médios entre Mike Jackson e Dean Barry era esperada para ocorrer no UFC on ESPN: Chiesa vs. Magny em janeiro, mas foi cancelada por motivos não revelados. A luta foi remarcada para este evento.
Gavin Tucker era esperado para enfrentar Cub Swanson neste evento. Entretanto, Tucker aceitou uma luta de última hora para enfrentar Dan Ige no UFC Fight Night: Edwards vs. Muhammad instead. Swanson foi remarcado para enfrentar Giga Chikadze.
Uma luta no peso galo entre Merab Dvalishvili e Cody Stamann é esperada para ocorrer neste evento.

## Bônus da Noite
Os lutadores receberam US$50.000 de bônus:
- Luta da Noite:  Jiří Procházka vs.  Dominick Reyes
- Performance da Noite:  Jiří Procházka e  Giga Chikadze